# 石白川海水浴場
石白川海水浴場（いしじろかわかいすいよくじょう、石白川海岸、Ishijirokawa-beach)は、東京都の式根島南東部に位置する海水浴場である。

## 概要
式根島内で一番広い海水浴場で、砂浜の白さと、海の美しさ、巨岩に松の生えた風景が特徴。集落から近く、アクセスしやすい。岩に囲まれているため波が穏やかなリアス海岸。干潮時には潮だまりができ、さまざまな熱帯魚を観察することができる。

## 設備
- トイレ
- 水シャワー
- 売店（夏期のみ）
- 駐車場
- ライフガード（夏期のみ）

## 周辺の施設
- 釜の下海岸 - 式根島に5つある海水浴場の一つ。浅瀬の海で、温泉が湧く。
- 釜の下キャンプ場 - 春季（GWを除く）、秋季に利用可能なキャンプ場。

## アクセス
- 野伏港から徒歩25分